# DigixArt
DigixArt Entertainment SAS — французький розробник відеоігор зі штаб-квартирою в Монпельє. У серпні 2021 року студію придбали Embracer Group, зробивши її однією з дочірніх компаній свого оперативного підрозділу Plaion.

## Історія
Студію заснував у квітні 2015 року Йоан Феніз, який до цього 14 років працював в Ubisoft Montpellier. Після успіху свого попереднього проєкту Valiant Hearts: The Great War, відзначеного численними нагородами БАФТА, Феніз вирішив заснувати власну незалежну компанію розробки відеоігор. На момент створення, студія складалася з 6 працівників та декількох підрядників.
Студії знадобилося дев’ять місяців, щоб розробити свій дебютний проєкт — ритмічну гру під назвою Lost in Harmony, що була створена за участі американського хіп-хоп виконавця Вайклефа Жана. Феніз, який раніше працював над Just Dance, вирішив познайомити гравців Lost in Harmony з історією класичної музики. Гра отримала загалом позитивні відгуки від критиків після випуску. Наступним проєктом DigixArt стала пригодницька відеогра 11-11: Memories Retold, яку вони розробляли у співпраці з Aardman Animations. Подібно до Valiant Hearts, 11-11 — це сюжетна пригодницька відеогра, що розповідає про події під час Першої світової війни. Розробка гри тривала 18 місяців, після чого вона була випущена видавцем Bandai Namco Entertainment у листопаді 2018 року, за два дні до сторіччя перемир’я. Після цього DigixArt взялись за розробку своєї наступної гри Road 96, анонс якої показаний на The Game Awards у 2020 році, привабив багатьох видавців для майбутнього придбання компанії. На початку розробки студія вела переговори про видання свого проєкту з Koch Media, проте вже в серпні 2021 року материнська компанія німецького видавця, Embracer Group, придбали DigixArt та права на всю їх ІВ разом із сімома іншими студіями в рамках $313 мільйонної угоди.

## Розроблені відеоігри
| Рік  | Назва                  | Платформи                                                                                   | Дж.    |
| ---- | ---------------------- | ------------------------------------------------------------------------------------------- | ------ |
| 2016 | Lost in Harmony        | Microsoft Windows, iOS, Nintendo Switch                                                     | [ 5 ]  |
| 2018 | 11-11: Memories Retold | Microsoft Windows, PlayStation 4, Xbox One                                                  | [ 9 ]  |
| 2021 | Road 96                | Microsoft Windows, Nintendo Switch, PlayStation 4, PlayStation 5, Xbox One, Xbox Series X/S | [ 11 ] |
| 2023 | Road 96: Mile 0        | Microsoft Windows, Nintendo Switch, PlayStation 4, PlayStation 5, Xbox One, Xbox Series X/S | [ 13 ] |
| ЩНВ  | Tides of Tomorrow      | Microsoft Windows                                                                           | [ 14 ] |